# Head (Unix)
A head egy program a Unix és Unix-szerű rendszerekben, melyet kiírja egy szöveges állomány vagy csővezeték első néhány sorát.

## Szintaxisa
```
head [ 
opciók
 ] 
fájlnév
...
```

Fájlnév nélkül a head parancs kiírja a standard bemenet első 10 sorát. A sorok száma növelhető.
Például, ha a fájlnév nevű állomány első 20 sorát szeretnénk kiíratni:
```
head -n 20 
filename
```

Sok verziójában az -n opció elhagyható, egyszerűen csak -20-at kell írni.
Az alábbi példa kiírja az összes foo kezdetű szöveges állomány első 5 sorát:
```
head -n 5 
foo*
```

## Flag-ek
```
-c 
bájtszám
```

Az első bájtszám bájtot írja ki bájtszám sor helyett.

## Egyéb
A Unix korábbi változataiban a head parancs nem létezett, feladatát a sed paranccsal lehetett elérni:
```
sed 5q 
foo
```

Ez kiírja az első 5 sort, mielőtt bezárna az állományt (quit).